# Gran Bretagna ai VI Giochi olimpici invernali
La Gran Bretagna partecipò ai VI Giochi olimpici invernali, svoltisi a Oslo, Norvegia, dal 14 al 25 febbraio 1952, con una delegazione di 18 atleti impegnati in tre discipline.

## Medaglie
| Medaglia | Atleta            | Sport                 | Evento                          |
| -------- | ----------------- | --------------------- | ------------------------------- |
| Oro      | Jeannette Altwegg | Pattinaggio di figura | Pattinaggio di figura femminile |